# Robert Loddenkemper
Robert Loddenkemper (* 21. Oktober 1939 in Bad Kudowa, Landkreis Glatz, Provinz Niederschlesien; † 8. Januar 2023 in Berlin) war ein deutscher Mediziner und Pneumologe.

## Leben

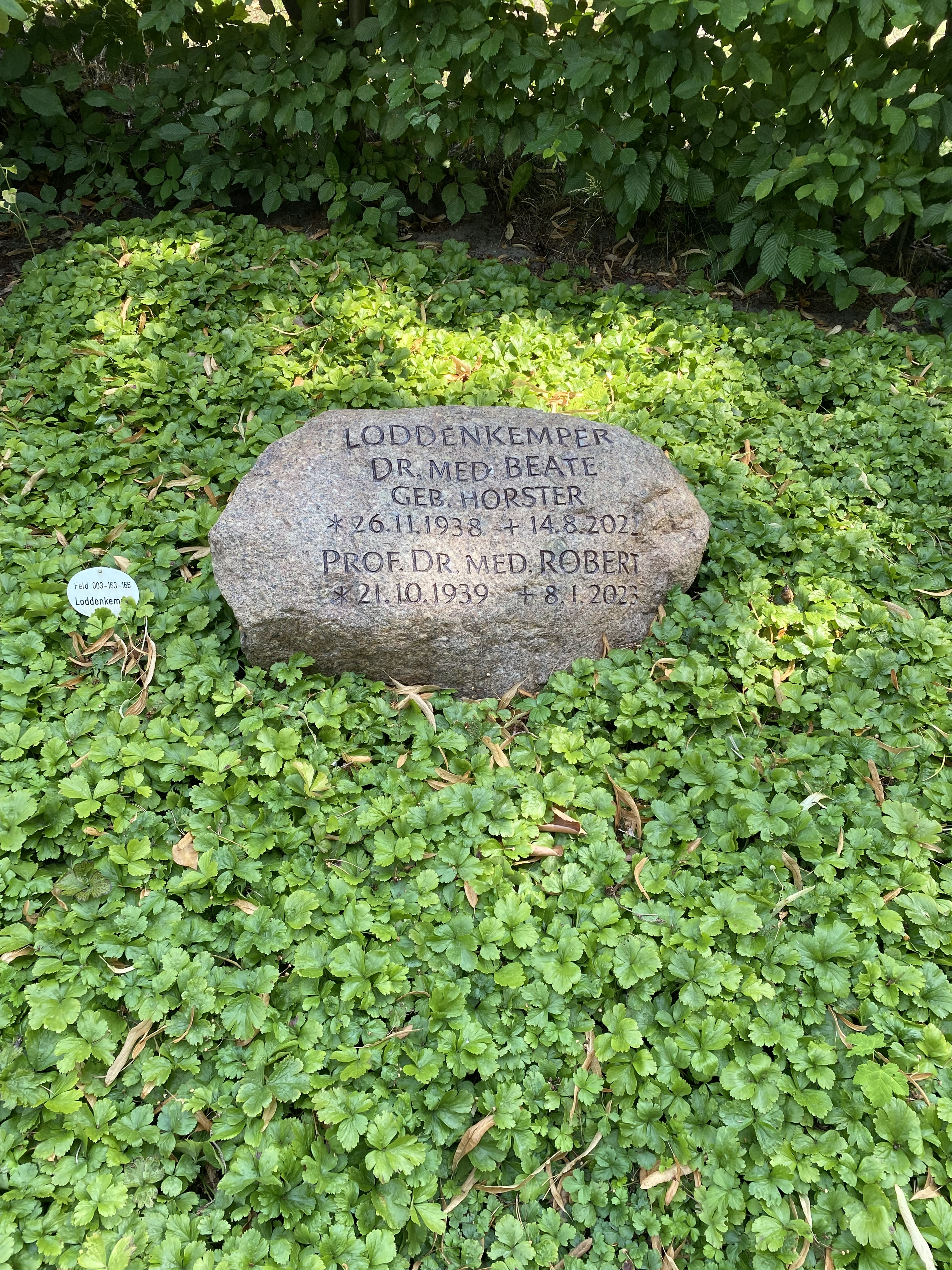
Grabstätte auf dem Friedhof Zehlendorf (Feld 003-164)

Geboren im Glatzer Kurort Bad Kudowa, wuchs Robert Loddenkemper ab 1945 in Düsseldorf-Oberkassel auf, wo er 1959 das Abitur ablegte. Im gleichen Jahr begann er das Medizinstudium an der Albert-Ludwigs-Universität in Freiburg/Br., das er 1964 mit einer Dissertation über den „Linksherzkatheterismus unter besonderer Berücksichtigung der interkostalen Linksventrikelpunktion“ abschloss. Loddenkemper wechselte als Medizinalassistent 1965 an die Freie Universität Berlin und bekam 1967/68 als Assistenzarzt an der Lungenklinik Heckeshorn einen ersten Kontakt zur Pneumologie, die damals unter der Fachbezeichnung Lungenheilkunde firmierte. Als Research Fellow an der University of Illinois, Chicago (USA) – auch dort mit dem Schwerpunkt „Pulmonary Diseases“ – begegnete er Nikolaus Konietzko, dem späteren Leiter der Ruhrlandklinik in Essen, mit dem er in den folgenden Jahrzehnten, basierend auf einer persönlich-kollegialen Freundschaft, etliche publizistische sowie verbandspolitisch wegweisende Projekte realisierte.
Im Anschluss an den einjährigen USA-Aufenthalt war Loddenkemper von 1969 bis 1976 zunächst als wissenschaftlicher Assistent am FU-Klinikum Westend in Berlin tätig, um dann 1976 als Assistenzarzt an die Lungenklinik Heckeshorn zurückzukehren. Dort stieg er rasch zum Oberarzt in der Diagnostischen Abteilung (1978) unter Hans-Jürgen Brandt und 1983 zum Chefarzt der Inneren Abteilung auf (ab 1990 Pneumologische Abteilung II). Loddenkemper trat damit die Nachfolge von Karl Ludwig Radenbach an, der zusammen mit Brandt die Klinik geleitet hatte. Auf seine Habilitation 1983 zur funktionellen Operabilität beim Bronchialkarzinom folgte 1988 die apl. Professur an der Freien Universität Berlin (1994 Humboldt-Universität zu Berlin und 2004 in Charité – Universitätsmedizin Berlin).
Loddenkemper war ab 1983 stellvertretender Ärztlicher Leiter des Krankenhauses Zehlendorf (und damit der Lungenklinik Heckeshorn), dann Ärztlicher Direktor der Zentralklinik Emil von Behring, unter deren Dach die Lungenklinik Heckeshorn, das Behring-Krankenhaus und das Oskar Helene Heim zusammengeführt wurden (seit Juni 2004: HELIOS Klinikum Emil von Behring).
2005 wurde er emeritiert, schied aus der Klinikleitung aus und wurde Kuratoriumsmitglied der Stiftung Oskar-Helene-Heim, die Mitgesellschafter des Klinikums Emil von Behring ist.
Robert Loddenkemper stammte aus einer Ärztefamilie und war verheiratet mit Dr. med. Beate Loddenkemper (1938–2022). Beide waren ebenso wie ihre Söhne und Enkel aktiv im Sportverein Zehlendorfer Wespen. Die gemeinsame Grabstätte befindet sich auf dem Friedhof Zehlendorf.

## Schwerpunkte
Die Schwerpunkte von Loddenkempers klinischen und wissenschaftlichen Betätigung lagen in der Onkologie (Bronchialkarzinom, Pleuramesotheliom) und der Endoskopie, insbesondere der Thoraskoskopie, sowie den Pleuraerkrankungen und den interstitiellen Lungenkrankheiten wie Sarkoidose, Histiocytosis X und IPF. Ein weiteres, auch wissenschaftliches Verdienst lag auf dem Gebiet der Tuberkulosebekämpfung weltweit, der sich Loddenkemper als Generalsekretär des DZK (1996–2011) widmete, sowie der Tabakprävention in Deutschland, an deren Förderung und Institutionalisierung z. B. in Form des Aktionsbündnisses Nichtrauchen e.V. er maßgeblich beteiligt war. Mehr als 90 auch international angelegte Studien in den genannten Fachgebieten wurden von ihm initiiert, begleitet und publiziert.
Loddenkemper galt als einer der führenden Lungenspezialisten Deutschlands (Focus: Die große Ärzteliste 2000) mit internationalem Bekanntheitsgrad, u. a. aufgrund diverser Ämter und Funktionen in in- und ausländischen Fachgesellschaften. Dadurch hat sich der frühere Hockeyspieler innerhalb dieser Organisationen den Ruf als "Teamplayer" erworben.

## Mitgliedschaften und Funktionen
Robert Loddenkemper war Mitglied in zahlreichen Fachgesellschaften, in denen er häufig leitende Positionen einnahm:
- European Respiratory Society (Gründungsmitglied, 1998/99 Präsident)
- American Thoracic Society
- Fellow of the American College of Chest Physicians
- International Union against Tuberculosis and Lung Disease (2004–08 Präsident der Europa-Region, 2007 Co-Chairman des IUATLD-Kongresses in Riga/Lettland)
- Deutsche Gesellschaft für Pneumologie (1993/94 Präsident, 2009–12 Koordinator des Hauptstadtbüros)
- Deutsches Zentralkomitee zur Bekämpfung der Tuberkulose (1996–2011 Generalsekretär)
- Deutsche Lungenstiftung (Gründungs- und Kuratoriumsmitglied, 1996–2015)
- Wissenschaftliche Arbeitsgemeinschaft für die Therapie von Lungenkrankheiten (1985–2004 im Vorstand)
- Bundesverband der Pneumologen (1985–95 im Vorstand, Vertreter im UEMS-Komitee Pneumologie)
- Landesverband Berlin und Brandenburg der Pneumologen (1985–2000 Vorsitzender)
- Deutsche Sarkoidose Vereinigung (Beirat) und Mitglied des Kuratoriums der Sarkoidose Stiftung
- Stiftung Oskar-Helene-Heim (Kuratoriumsmitglied seit 2006)
- Aktionsbündnis Nichtrauchen (ABNR) e.V. (Mitglied seit 2007)
- Verein der Wannseeschule für Gesundheitsberufe e.V. (Mitglied des Vorstands/Verwaltungsrats 2013-2020)
- Deutsche Allianz Nichtübertragbarer Krankheiten (DANK) (Vertreter der DGP 2016-2020)

## Publikationen (Auswahl)
Das wissenschaftliche Werk Loddenkempers umfasst mehr als 400 Publikationen als Autor oder Co-Autor, u. a. 44 nationale (DGP, DZK) und 10 internationale (ERS, IUATLD) Empfehlungen und Leitlinien. Als Mitglied der Schriftleitung bzw. Herausgeber war er tätig für die Fachzeitschriften Respiration, European Respiratory Journal (seit 2018 im International Advisory Board), Pneumologie, Atemwegs- und Lungenkrankheiten, International Journal of Tuberculosis and Lung Disease, Der Pneumologe und Breathe.
(Mit-)Herausgeberschaft
- Atlas der diagnostischen Thorakoskopie (1984)
- Atlas of diagnostic thoracoscopy (2005)
- 23.–34. Jahresbericht des DZK (1997–2011)
- Das Bronchialkarzinom und andere bronchopulmonale Tumoren (1998)
- Tuberkulose (1999)
- Pleural Diseases: European Respiratory Monograph 22 (2002)
- European Lung White Book: first comprehensive survey on respiratory health in Europe (2003)
- Lung Health in Europe: Facts & Figures (2003)
- Von der Phthisiologie zur Pneumologie und Thoraxchirurgie: 60 Jahre Lungenklinik Heckeshorn (2007)
- 100 Jahre DGP – 100 Jahre deutsche Pneumologie (2010)
- Medical Thoracoscopy/Pleuroscopy: Manual and Atlas (2011)
- European Lung White Book: Respiratory Health and Disease in Europe (2013)
- 50 Jahre WATL – Wissenschaftliche Arbeitsgemeinschaft für die Therapie von Lungenkrankheiten e.V. (2014)
- 100 Jahre Oskar-Helene-Heim (2014)
- The tobacco epidemic (2nd revised and extended edition) (2015)
- Die Lungenheilkunde im Nationalsozialismus (2018)
- Tuberculosis and War. Lessons Learned from World War II (2018)
- Pulmonary Medicine during National Socialism (2019)
- 125 Jahre Deutsches Zentralkomitee zur Bekämpfung der Tuberkulose (DZK) (2020)

## Auszeichnungen
Loddenkemper war Professor h. c. der Universität Skopje/Mazedonien und Ehrendoktor der Russian Academy of Medical Sciences. Ehrenmitgliedschaften wurden ihm von der DGP, dem DZK, der WATL, der ERS, der IUATLD und der All-Russian Society of Pneumology verliehen. Seit 2014 war er auswärtiges Mitglied der Russischen Akademie der Wissenschaften (wegen des Kriegs gegen die Ukraine vorläufig aufgehoben, per Mail vom 11. März 2022 bestätigt vom "Department for International Cooperation" der Russischen Akademie).
In die Reihe der Auszeichnungen gehören zudem der Presidential Citation Lecture Award des American College of Chest Physicians (1999), der Congress Chairman Award der European Respiratory Society 2001, der Award der European Lung Foundation 2004, die Ehrenmedaille des Robert Koch-Instituts 2007 sowie der Educational Award der European Respiratory Society (HERMES Chair) 2010 und Lifetime Achievement Award der ERS Assembly 1 (2017).
Am 14. April 2022 wurde Robert Loddenkemper das "Verdienstkreuz am Bande des Verdienstordens der Bundesrepublik Deutschland" verliehen.